# Гист, Кэрол
Кэрол Анна-Мария Гист (англ. Carole Anne-Marie Gist; род. 8 мая 1969 или 1970, Детройт, Мичиган) — американская телеведущая, модель и фотомодель; первая афро-американка, выигравшая в 1990 году титул «Мисс США».

## Биография
Кэрол Гист родилась 8 мая 1969 года в городе Детройте в американском штате Мичиган.
Выпускница Cass Technical High School. Во время её победы, была студенткой «Northwood University», по направлению маркетинг и управление.

### Конкурсы красоты
Первую победы одержала в титуле Мисс Мичиган. Представляла штат на национальном конкурсе красоты, где завоевала титул Мисс США, проходивший в Уичито, штат Канзас. Конкурс 1990 года, ещё ознаменовался тем, что Джина Толлесон, представлявшая штат Южная Каролина, ставшая Первой Вице Мисс на национальном конкурсе, завоевала титул Мисс Мира 1990.
Коренная жительница города Детройт, стала Первой Вице Мисс на международной конкурсе красоты Мисс Вселенная 1990, уступив представительнице Норвегии. Прервала парад победительниц из штата Техас.